# Tomitaro Makino
Tomitaro Makino (Japans: 牧野 富太郎, Makino Tomitarō) (Sakawa (Prefectuur Kochi), 24 april 1862 - Tokio, 18 januari 1957) was een Japans botanicus bekend om zijn taxonomische werk. Hij wordt de "vader van de Japanse plantkunde" genoemd, omdat hij een van de eerste Japanse botanici was die uitgebreid werk maakte van het classificeren van Japanse planten op basis van het door Carl Linnaeus ontwikkelde systeem. Zijn onderzoek resulteerde in het documenteren van 50.000 exemplaren, waarvan vele opgenomen zijn in zijn Makino shin Nihon shokubutsu zukan (Geïllustreerde flora van Japan door Makino). Ondanks het feit dat voortijdig van de middelbare school, zou hij uiteindelijk een Doctor of Science-graad behalen en zijn verjaardag worden herinnerd als plantkundedag in Japan.

## Biografie
Tomitaro Makino werd geboren in Sakawa in Kochi als zoon van een prestigieuze brouwer van sake. Zijn ouders stierven tijdens zijn vroege jeugd en hij werd vooral opgevoed door zijn grootmoeder. Hoewel hij na twee jaar van school ging, ontwikkelde hij een sterke interesse in Engels, aardrijkskunde en vooral plantkunde. In 1880 werd hij leraar aan de lagere school in zijn geboortestad, waar hij zijn eerste academische botanische paper publiceerde.
In 1884 verhuisde hij naar Tokio om zijn botanische interesse te vervolgen aan de Universiteit van Tokio. Hij kreeg toegang tot hun onderzoeksfaciliteiten door professor Ryokichi Yatabe en begon in 1887 een wetenschappelijk tijdschrift te publiceren over plantkunde. Hij trouwde in 1890 en zou later 13 kinderen hebben.
In 1936 publiceerde hij Makino shokubutsugaku zenshū (het botanisch boek van Makino), een zesdelige tekst over plantkunde, waarin hij 6000 soorten beschrijft, waarvan hij er 1000 zelf ontdekte. Hij is het bekendst van zijn werk Makino shin Nihon shokubutsu zukan (Geïllustreerde flora van Japan door Makino), dat in 1940 werd gepubliceerd en vandaag de dag nog steeds wordt gebruikt als een encyclopedische tekst.
In 1948 werd hij uitgenodigd op het keizerlijk paleis om een lezing te geven over plantkunde voor keizer Hirohito.
Na zijn dood, in 1957, werd zijn verzameling van ongeveer 400.000 exemplaren geschonken aan de Tokyo Metropolitan University. Het Makino Herbarium in Tokio en de Makino hortus botanicus op Godai-berg in zijn geboortestreek Kochi werden naar hem vernoemd. Hij werd ook benoemd als ereburger van Tokio.

## Taxonomische werk
In totaal heeft Makino meer dan 2500 planten benoemd, waaronder 1000 nieuwe soorten en 1500 nieuwe variëteiten. Daarnaast ontdekte hij ongeveer 600 nieuwe soorten.
- Bibsys: 4090340
- Author citation (botany): Makino
- CiNii: DA00877657
- Stuttgart Database of Scientific Illustrators 1450–1950: 12712
- Gemeinsame Normdatei: 124423566
- International Standard Name Identifier: 0000 0000 8145 0759
- Library of Congress Control Number: n85267511
- Bibliotheek van het Japanse parlement: 00039859
- Nationale Bibliotheek van Israël: 987007276489605171
- Nederlandse Thesaurus van Auteursnamen: 072361557
- Réseau des bibliothèques de Suisse occidentale: 02-A003553042
- Système universitaire de documentation: 13112434X
- Museum of New Zealand Te Papa Tongarewa: 51026
- Virtual International Authority File: 64939390
- WorldCat: E39PBJmXFxPXcrp4BPq4VWcByd